# Josef Gauchel
Josef Gauchel, noto anche come Jupp Gauchel (Coblenza, 11 novembre 1916 – Coblenza, 21 marzo 1963), è stato un calciatore tedesco, di ruolo attaccante.

## Carriera
Con la Nazionale tedesca prese parte ai Giochi olimpici del 1936 ed ai Mondiali del 1938.